# George Hacket
George Hacket ou Halket (mort en 1756) est un poète écossais.